# League of Ireland Premier Division (2019)
League of Ireland Premier Division 2019 (znana jako SSE Airtricity League Premier Division ze względów sponsorskich) była 35. edycją najwyższej klasy rozgrywkowej piłki nożnej w Irlandii pod tą nazwą, a 99. mistrzowskimi rozgrywkami w ogóle.
Brało w niej udział 10 drużyn, które w okresie od 15 lutego do 25 października 2019 rozegrały 36 kolejek meczów.
Sezon zakończył baraż o utrzymanie w Premier Division. Tytuł mistrzowski obroniła drużyna Dundalk, zdobywając drugi tytuł z rzędu a czternasty w swojej historii.

## Drużyny
| Uczestnicy poprzedniej edycji | Uczestnicy poprzedniej edycji | Uczestnicy poprzedniej edycji | Uczestnicy poprzedniej edycji |
| --- | ----------------------------- | ----------------------------- | ----------------------------- |
| DUN | Dundalk F.C.                  | Dundalk                       | 1                             |
| COR | Cork City                     | Cork                          | 2                             |
| SHR | Shamrock Rovers               | Dublin                        | 3                             |
| WAT | Waterford                     | Waterford                     | 4                             |
| STP | St. Patrick’s Athletic        | Dublin                        | 5                             |
| BOD | Bohemian F.C.                 | Dublin                        | 6                             |
| SRS | Sligo Rovers                  | Sligo                         | 7                             |
| DER | Derry City                    | Derry                         | 8                             |
| Awans z First Division 2018 |                               |                               |                               |
| UCD | University College Dublin     | Dublin                        | 1                             |
| po barażach |                               |                               |                               |
| FHA | Finn Harps                    | Ballybofey                    | 2                             |
| Oznaczenia: - kolumna pierwsza – skróty nazw drużyn, - kolumna trzecia – siedziba klubu, - kolumna czwarta – miejsce zajęte w poprzednim sezonie. |                               |                               |                               |

## Tabela
| Lp. | Drużyna               | M  | Z  | R  | P  | B+ | B- | +/– | Pkt | Kwalifikacja lub spadek                     |
| --- | --------------------- | -- | -- | -- | -- | -- | -- | --- | --- | ------------------------------------------- |
| 1   | Dundalk (M)           | 36 | 27 | 5  | 4  | 73 | 18 | +55 | 86  | Liga Mistrzów UEFA • I runda kwalifikacyjna |
| 2   | Shamrock Rovers (P)   | 36 | 23 | 6  | 7  | 62 | 21 | +41 | 75  | Liga Europy UEFA • I runda kwalifikacyjna   |
| 3   | Bohemians             | 36 | 17 | 9  | 10 | 47 | 28 | +19 | 60  | Liga Europy UEFA • I runda kwalifikacyjna   |
| 4   | Derry City            | 36 | 15 | 12 | 9  | 56 | 34 | +22 | 57  | Liga Europy UEFA • I runda kwalifikacyjna   |
| 5   | St Patrick’s Athletic | 36 | 14 | 10 | 12 | 29 | 35 | −6  | 52  |                                             |
| 6   | Waterford             | 36 | 12 | 7  | 17 | 46 | 53 | −7  | 43  |                                             |
| 7   | Sligo Rovers          | 36 | 10 | 12 | 14 | 38 | 47 | −9  | 42  |                                             |
| 8   | Cork City             | 36 | 9  | 10 | 17 | 29 | 49 | −20 | 37  |                                             |
| 9   | Finn Harps (B, O)     | 36 | 7  | 7  | 22 | 26 | 64 | −38 | 28  | Baraż o Premier Division                    |
| 10  | UCD (S)               | 36 | 5  | 4  | 27 | 25 | 82 | −57 | 19  | Spadek do First Division                    |

## Wyniki
| Gospodarz \ Gość      | BOH | COR | DER | DUN | FHA | STP | SHM | SLI | UCD | WAT | BOH | COR | DER | DUN | FHA | STP | SHM | SLI | UCD  | WAT |
| --------------------- | --- | --- | --- | --- | --- | --- | --- | --- | --- | --- | --- | --- | --- | --- | --- | --- | --- | --- | ---- | --- |
| Bohemians             |     | 0–1 | 1–1 | 0–2 | 1–0 | 1–0 | 1–0 | 1–2 | 3–0 | 0–0 |     | 1–0 | 0–0 | 2–1 | 5–3 | 3–0 | 2–1 | 2–1 | 10–1 | 1–2 |
| Cork City             | 2–0 |     | 0–0 | 0–2 | 1–1 | 1–1 | 1–3 | 0–0 | 2–0 | 0–2 | 0–0 |     | 1–4 | 1–0 | 0–0 | 0–1 | 1–1 | 2–4 | 3–2  | 1–2 |
| Derry City            | 0–2 | 2–0 |     | 0–2 | 4–0 | 1–1 | 0–1 | 2–0 | 3–0 | 3–2 | 0–0 | 4–0 |     | 2–2 | 4–0 | 1–3 | 0–2 | 3–0 | 0–0  | 2–0 |
| Dundalk               | 1–0 | 1–0 | 2–2 |     | 3–0 | 1–0 | 2–1 | 1–1 | 2–1 | 4–0 | 2–1 | 1–0 | 1–0 |     | 5–0 | 4–0 | 3–2 | 4–0 | 3–0  | 3–0 |
| Finn Harps            | 0–1 | 3–4 | 2–3 | 1–1 |     | 0–2 | 0–1 | 1–2 | 3–0 | 3–2 | 1–0 | 0–0 | 1–0 | 0–3 |     | 1–2 | 0–3 | 2–0 | 0–0  | 1–0 |
| St Patrick’s Athletic | 1–1 | 1–0 | 1–3 | 1–0 | 0–0 |     | 0–1 | 2–1 | 2–0 | 0–3 | 0–0 | 1–1 | 1–0 | 0–1 | 1–0 |     | 0–2 | 2–1 | 0–0  | 0–2 |
| Shamrock Rovers       | 0–1 | 2–0 | 2–0 | 0–0 | 3–0 | 1–0 |     | 3–0 | 3–1 | 2–1 | 1–0 | 3–0 | 2–2 | 0–1 | 1–0 | 0–0 |     | 0–0 | 7–0  | 2–1 |
| Sligo Rovers          | 0–2 | 1–2 | 0–0 | 2–1 | 1–1 | 0–1 | 2–1 |     | 1–0 | 0–0 | 1–1 | 1–1 | 1–2 | 0–2 | 3–1 | 1–1 | 0–0 |     | 5–1  | 0–0 |
| UCD                   | 0–2 | 2–1 | 0–2 | 1–3 | 3–0 | 1–1 | 0–1 | 0–2 |     | 4–1 | 3–0 | 0–1 | 1–3 | 0–5 | 1–0 | 0–1 | 0–3 | 0–2 |      | 1–2 |
| Waterford             | 0–0 | 2–0 | 2–2 | 0–3 | 4–0 | 2–0 | 1–2 | 3–3 | 1–0 |     | 1–2 | 1–2 | 1–1 | 0–1 | 0–1 | 1–2 | 1–5 | 2–0 | 4–2  |     |

1. ↑  Mecz 21. kolejki zweryfikowany jako walkower dla UCD. Drużyna Bohemians wystawiła nieuprawnionego zawodnika. Wynik na boisku 1-0[4].

## Baraż o Premier Division
Finn Harps wygrał 2-1 z Drogheda United finał baraży o miejsce w Premier Division na sezon 2020.
|  |                         |                         |                         |                         |                         |   |                 |                      |                      |                      |                      |                      |   |              |              |              |              |              |              |  |  |  |  |  |  |  |
|  | First Division półfinał | First Division półfinał | First Division półfinał | First Division półfinał | First Division półfinał |   |                 | First Division finał | First Division finał | First Division finał | First Division finał | First Division finał |   |              | Finał baraży | Finał baraży | Finał baraży | Finał baraży | Finał baraży |  |  |  |  |  |  |  |
|  | First Division półfinał | First Division półfinał | First Division półfinał | First Division półfinał | First Division półfinał |   |                 | First Division finał | First Division finał | First Division finał | First Division finał | First Division finał |   |              | Finał baraży | Finał baraży | Finał baraży | Finał baraży | Finał baraży |  |  |  |  |  |  |  |
|  |                         |                         |                         |                         |                         |   |                 |                      |                      |                      |                      |                      |   |              |              |              |              |              |              |  |  |  |  |  |  |  |
|  |                         |                         |                         |                         |                         |   |                 |                      |                      |                      |                      |                      |   |              |              |              |              |              |              |  |  |  |  |  |  |  |
|  |                         |                         |                         |                         |                         | 2 | Drogheda United | 1                    | 0                    | 1                    |                      |                      |   |              |              |              |              |              |              |  |  |  |  |  |  |  |
|  |                         |                         |                         |                         |                         | 2 | Drogheda United | 1                    | 0                    | 1                    |                      |                      |   |              |              |              |              |              |              |  |  |  |  |  |  |  |
|  |                         |                         |                         |                         |                         | 4 | Cabinteely      | 1                    | 1                    | 2                    |                      |                      | 9 | Finn Harps * | 0            | 2            | 2            |              |              |  |  |  |  |  |  |  |
|  |                         |                         |                         |                         |                         | 4 | Cabinteely      | 1                    | 1                    | 2                    |                      |                      | 9 | Finn Harps * | 0            | 2            | 2            |              |              |  |  |  |  |  |  |  |
|  | 4                       | Cabinteely **           | 0                       | 1                       | 1 (3)                   |   |                 | 2                    | Drogheda United      | 1                    | 5                    | 6                    |   |              |              |              |              |              |              |  |  |  |  |  |  |  |
|  | 4                       | Cabinteely **           | 0                       | 1                       | 1 (3)                   |   |                 | 2                    | Drogheda United      | 1                    | 5                    | 6                    |   |              |              |              |              |              |              |  |  |  |  |  |  |  |
|  | 3                       | Longford Town           | 0                       | 1                       | 1 (1)                   |   |                 |                      |                      |                      |                      |                      |   |              |              |              |              |              |              |  |  |  |  |  |  |  |
|  | 3                       | Longford Town           | 0                       | 1                       | 1 (1)                   |   |                 |                      |                      |                      |                      |                      |   |              |              |              |              |              |              |  |  |  |  |  |  |  |

* zwycięstwo po dogrywce;
** zwycięstwo po rzutach karnych.

| 4 października 2019 | Cabinteely | 0:0   | Longford Town |                                                                  |
| 20:45               |            | (0:0) |               | Stradbrook Road, Blackrock Dublin Widzów: 650 Sędzia: Alan Carey |

| 11 października 2019 | Longford Town                                            | 1:1 (pd. k. 1:3)        | Cabinteely                                             |                                                         |
| 20:45                | Aaron Dobbs 41'                                          | (1:1, 1:1, 1:1, k. 1:3) | 18' Paul Fox                                           | Bishopsgate, Longford Widzów: 992 Sędzia: Alan Patchell |
| 20:45                | · Sam Verdon · Jack Doherty · Aaron Dobbs · Paul O’Conor | Rzuty karne             | · Conor Keeley · Paul Fox · Jack Tuite · Robert Manley | Bishopsgate, Longford Widzów: 992 Sędzia: Alan Patchell |

| 18 października 2019 | Cabinteely             | 1:1   | Drogheda United |                                                         |
| 20:45                | Kieran Marty Waters 6' | (1:0) | 79' Jake Hyland | Stradbrook Road, Blackrock Dublin Sędzia: Adriano Reale |

| 25 października 2019 | Drogheda United                                                    | 5:1   | Cabinteely              |                                                                 |
| 20:45                | Luke McNally 35', 57', 59' · Chris Lyons 62' · Jamie Hollywood 79' | (2:1) | 52' Kieran Marty Waters | Hunky Dorys Park, Drogheda Widzów: 1300 Sędzia: Paul McLaughlin |

| 28 października 2019 | Drogheda United   | 1:0   | Finn Harps |                                                                 |
| 20:45                | Chris Lyons 90+4' | (0:0) |            | Hunky Dorys Park, Drogheda Widzów: 1400 Sędzia: Robert Hennessy |

| 1 listopada 2019 | Finn Harps                           | 2:0 (pd.)       | Drogheda United |                                                       |
| 20:45            | Mark Russell 7' · Harry Ascroft 107' | (1:0, 1:0, 1:0) |                 | Finn Park, Ballybofey Widzów: 2113 Sędzia: Neil Doyle |

## Najlepsi strzelcy
| Bramki | Strzelcy            | Drużyna         |
| ------ | ------------------- | --------------- |
| 14     | Junior Ogedi-Uzokwe | Derry City      |
| 13     | Patrick Hoban       | Dundalk         |
| 12     | Michael Duffy       | Dundalk         |
| 11     | Danny Mandroiu      | Bohemian        |
| 11     | David Parkhouse     | Derry City      |
| 11     | Aaron Greene        | Shamrock Rovers |
| 11     | Romeo Parkes        | Sligo Rovers    |
| 10     | Aaron McEneff       | Shamrock Rovers |
| 9      | Daniel Kelly        | Dundalk         |

Źródło: .

## Stadiony
| Bohemians       |
| --------------- |
| Dalymount Park  |
| Pojemność: 3640 |
|                 |

| Cork City       |
| --------------- |
| Turners Cross   |
| Pojemność: 7485 |
|                 |

| Derry City         |
| ------------------ |
| Brandywell Stadium |
| Pojemność: 3700    |
|                    |

| Dundalk         |
| --------------- |
| Oriel Park      |
| Pojemność: 4500 |
|                 |

| Finn Harps      |
| --------------- |
| Finn Park       |
| Pojemność: 6000 |
|                 |

| St Patrick’s Athletic |
| --------------------- |
| Richmond Park         |
| Pojemność: 5340       |
|                       |

| Shamrock Rovers  |
| ---------------- |
| Tallaght Stadium |
| Pojemność: 8000  |
|                  |

| Sligo Rovers    |
| --------------- |
| Showgrounds     |
| Pojemność: 3873 |
|                 |

| Waterford                        |
| -------------------------------- |
| Waterford Regional Sports Centre |
| Pojemność: 5500                  |
|                                  |

| UCD             |
| --------------- |
| UCD Bowl        |
| Pojemność: 3000 |
|                 |

Źródło: .